# Mildura Grand Tennis International 2011
Il Mildura Grand Tennis International 2011 (Australia F1 Futures 2011) è stato un torneo di tennis giocato sull'erba, che fa parte della categoria ITF Women's Circuit nell'ambito dell'ITF Women's Circuit 2011 e dell'ITF Men's Circuit nell'ambito dell'ITF Men's Circuit 2011. Sia il torneo maschile che quello femminile si sono giocati a Mildura in Australia, dal 21 al 27 febbraio 2011.

## Campioni

### Singolare maschile
James Lemke ha battuto in finale  Isaac Frost con il punteggio di 6–4, 6–2

### Doppio maschile
Érik Chvojka /  Sadik Kadir hanno battuto in finale  Matthew Barton /  Colin Ebelthite con il punteggio di 4–6, 6–4, [10–7]

### Singolare femminile
Hsieh Su-wei ha battuto in finale  Katie O'Brien con il punteggio di 6–1, 6–2

### Doppio femminile
Casey Dellacqua /  Olivia Rogowska hanno battuto in finale  Rika Fujiwara /  Kumiko Iijima con il punteggio di 4–6, 7–6(6), [10-4]